# Ляскова (Освенцимський повіт)
Ляскова (пол. Laskowa) — село в Польщі, у гміні Затор Освенцимського повіту Малопольського воєводства.
Населення — 417 осіб (2011).

## Історія
У 1975-1998 роках село належало до Бельського воєводства, підпорядковувалося районній адміністрації в Освенцимі.

## Демографія
Демографічна структура станом на 31 березня 2011 року:
|          | Загалом | Допрацездатний вік | Працездатний вік | Постпрацездатний вік |
| -------- | ------- | ------------------ | ---------------- | -------------------- |
| Чоловіки | 215     | 41                 | 151              | 23                   |
| Жінки    | 202     | 42                 | 110              | 50                   |
| Разом    | 417     | 83                 | 261              | 73                   |